# Præsidentvalget i USA 2020
Præsidentvalget i USA 2020 blev afholdt 3. november 2020. Demokraternes præsidentkandidat Joe Biden og vicepræsidentkandidat Kamala Harris slog den siddende republikanske præsident Donald Trump og vicepræsident Mike Pence. Trump blev dermed den første amerikanske præsident siden George H. W. Bush i 1992, og den ellevte siddende præsident i landets historie, til at tabe et genvalg.
Biden vandt, som udfordrende kandidat, den største andel af vælgerstemmer (51,4%) siden 1932. Samtidig havde Trump, sammenlignet med valget i 2016, en lille fremgang i andelen af vælgerstemmer (fra 46,1% til 46,9%), mens forskellige tredjepartskandidater tilsammen fik ca. 1,7% af vælgerstemmerne (tilbagegang fra ca. 5,7% fra valget i 2016). Målt på valgmænd, vandt Biden med en margin på 74 valgmænd, hvilket nogenlunde var sammenligneligt med Trumps valgsejr fra 2016, hvor sidstnævnte vandt med en margin på 77 valgmandsstemmer.
Valgdeltagelsen var, med over 66%, den højeste siden 1900 og lå dermed over ti procentpoint højere end ved det forgående præsidentvalg i 2016. Både Biden og Trump modtog mere end 74 millioner stemmer, hvilket var mere end Barack Obamas hidtidige rekord på 69,5 millioner stemmer i 2008. Biden fik mere end 81 millioner stemmer, hvilket var det største antal stemmer nogensinde for en præsidentkandidat. USA har normalvis set en relativ lav valgdeltagelse (på mellem ca. 50-60%) og den kraftige stigning i valgdeltagelsen skyldes flere faktorer, såsom Coronavirusepidemien og det faktum at rekord mange mennesker brevstemte.
Det første primærvalg afholdtes i Iowa den 3. februar 2020. Joe Biden sikrede sig, gennem forskellige primærvalgssejre, normineringen som Demokraternes præsidentkandidat blandt et historisk stort kandidatfelt, som bl.a. talte Bernie Sanders, Amy Klobuchar, Pete Buttigieg, Elizabeth Warren, Michael Bloomberg og Kamala Harris. Demokraterne udpeget officielt Joe Biden, som deres præsidentkandidat på deres konvent 13.–16. juli 2020.
Donald Trump mødte, som siddende præsident, ikke den store modstand i de republikanske primærvalg og vandt derfor let normineringen som Republikanernes præsidentkandidat. Republikanerne udpegede officielt Donald Trump, som partiets præsidentkandidat på deres konvent 23.–27. august 2020.
Stemmeoptællingen tog lang tid, men 7. november mente alle større nyhedsbureauer at Joe Biden havde vundet og bliver næste præsident, herunder Decision Desk HQ, Associated Press, CNN, MSNBC, NBC News, ABC News, The New York Times, Reuters og Fox News. Valget var dog ikke officielt afgjort, og stemmeoptællingen var stadig i gang.
Den 23. november 2020 modtog Biden besked fra GSA (General Services Administration) om, at de ville stille ressourcer og services til rådighed i forbindelse med et præsidentskifte.
Trump hævdede med støtte fra store dele af de ledende republikanere i kongressen og kampagnen "stop the steal", at der var foregået omfattende valgsvindel i de stater, hvor kampen om flertallet var tættest
 I en af disse "svingstater",Michigan, havde den ansvarlige minister officielt godkendt Bidens sejr med en margin på 154000 stemmer, og blev den 7. december 2020 belejret af "Stop the Steal" aktivister, som samledes foran hendes hus. Sideløbende rejste republikanerne i denne stat og Pennsylvania, Arizona, Wisconsin, New Hampshire og Georgia retssager med påstand om valgsvindel.
Den 14. december 2020 afgav valgmændene deres stemmer, og et flertal gik til Biden, som opnåede 306 stemmer mod Trumps 232.
Den sidste, normalt uproblematiske bekræftelse på valget foregik i kongressen den 6. januar 2021, hvor valgmandskollegiets stemmer berigtiges. Imidlertid lykkede det demonstranter, som troede på Trumps påstande om valgsvindel at trænge ind i bygningen og belejre den i flere timer, mens kongresmedlemmerne måtte evakueres. De var opildnet af Donald Trumps tale foran det hvide hus tidligere på dagen, hvor han appellerede til, at "lægge pres på de svage republikanske medlemmer af kongressen." Den republikanske flertalsleder af senatet, Mitch McConnell, konstaterede efter at urostifterne var fjernet fra bygningen, at Joe Biden var valgt som USA's 46. præsident. Som kommentar til Trumps påstande om valgsvindel udtalte han:
"Vælgerne, domstolene og staterne har alle talt. De har alle talt. Hvis vi tilsidesætter dem, vil det skade vores republik for evigt. Dette valg var faktisk ikke usædvanligt tæt. I den senere historie alene har valgene i 1976, 2000 og 2004 været tættere end dette. Marginen i valgmandskollegiet er nærmest identisk med den, vi så i 2016. Hvis dette valg blev omstødt alene efter beskyldninger fra den tabende side, ville vores demokrati komme ind i en dødsspiral. Vi ville aldrig se hele nationen acceptere et valg igen. Hvert fjerde år ville være et kapløb om magten for enhver pris."
McConnell havde dog støttet Trump, men sammen med mange andre republikanere, vendte de ryggen til ham efter stormen af Capitol.

## Kandidater

### Det Demokratiske Parti

#### Nomineret kandidat
| Præsidentkandidat                     | Vicepræsidentkandidat               |
|                                       |                                     |
| 47. vicepræsident for USA (2009–2017) | Senator for Californien (2017–2021) |
| Kampagne                              |                                     |
|                                       |                                     |
| [ 27 ]                                |                                     |

Joe Biden modtog den 18. august 2020 officielt Demokraternes præsidentkandidatnominering. Dagen efter, den 19. august 2020, modtog Kamala Harris officielt partiets vicepræsidentkandidatnominering.

#### Andre kandidater
- Richard Ojeda, tidligere statssenator i delstaten West Virginia (2016-2019). Kandidatur trukket den 25. januar 2019.[28]
- Eric Swalwell, medlem af Repræsentanternes Hus for delstaten Californiens 15. kongresdistrikt. Kandidatur trukket den 8. juli 2019.[29]
- Mike Gravel, tidligere senator for delstaten Alaska (1969-1981). Kandidatur trukket den 6. august 2019.[30]
- John Hickenlooper, tidligere guvernør i delstaten Colorado (2011-2019). Kandidatur trukket den 15. august 2019.[31]
- Jay Inslee, guvernør i delstaten Washington (2013-). Kandidatur trukket den 22. august 2019.[32]
- Seth Moulton, medlem af Repræsentanternes Hus for delstaten Massachusetts’ 6. kongresdistrikt (2015-). Kandidatur trukket den 23. august 2019.[33]
- Kirsten Gillibrand, senator for delstaten New York (2009-). Kandidatur trukket den 28. august 2019.[34]
- Bill de Blasio, borgmester i New York City, New York (2014-). Kandidatur trukket den 20. september 2019.[35]
- Tim Ryan, medlem af Repræsentanternes Hus for delstaten Ohios 17. kongresdistrikt (2003-2013) og Ohios 13. kongresdistrikt (2013-). Kandidatur trukket den 24. oktober 2019.[36]
- Beto O’Rourke, tidligere medlem af Repræsentanternes Hus for delstaten Texas' 16. kongresdistrikt (2013-2019). Kandidatur trukket den 1. november 2019.[37]
- Wayne Messam, borgmester i Miramar, Florida (2015-). Kandidatur trukket den 20. november 2019.[38]
- Joe Sestak, tidligere medlem af Repræsentanternes Hus for delstaten Pennsylvanias 7. kongresdistrikt (2007-2013). Kandidatur trukket den 1. december 2019.[39]
- Steve Bullock, guvernør i delstaten Montana (2013-). Kandidatur trukket den 2. december 2019.[40]
- Kamala Harris, amerikansk senator for delstaten Californien, (2017-). Kandidatur trukket den 3. december 2019.[41] Valgt som vicepræsidentkandidat den 19. august 2020.[4]
- Julián Castro, tidligere amerikansk Bolig- og Byudviklingsminister (2014-2018). Kandidatur trukket den 2. januar 2020.[42]
- Marianne Williamson, forfatter og åndelig leder. Kandidatur trukket den 10. januar 2020.[43]
- Cory Booker, amerikansk senator for delstaten New Jersey (2013-). Kandidatur trukket den 13. januar 2020.[44]
- John Delaney, tidligere medlem af Repræsentanternes Hus for delstaten Marylands 6. kongresdistrikt (2013-2019). Kandidatur trukket den 31. januar 2020.[45]
- Andrew Yang, forretningsmand, iværksætter og forfatter. Kandidatur trukket den 11. februar 2020.[46]
- Michael Bennet, senator for delstaten Colorado (2009-). Kandidatur trukket den 11. februar 2020.[47]
- Deval Patrick, tidligere guvernør i delstaten Massachusetts (2007-2015). Kandidatur trukket den 12. februar 2020.[48]
- Tom Steyer, hedgefondsforvalter og filantrop. Kandidatur trukket den 29. februar 2020.[49]
- Pete Buttigieg, tidligere borgmester i South Bend, Indiana (2012-2020). Kandidatur trukket den 1. marts 2020.[50]
- Amy Klobuchar, senator for delstaten Minnesota (2007-). Kandidatur trukket den 2. marts 2020.[51]
- Michael Bloomberg, tidligere borgmester i New York City, New York (2002-2013). Kandidatur trukket den 4. marts 2020.[52]
- Elizabeth Warren, senator for delstaten Massachusetts (2013-). Kandidatur trukket den 5. marts 2020.[53]
- Tulsi Gabbard, medlem af Repræsentanternes Hus for delstaten Hawaiis 2. kongresdistrikt (2013-). Kandidatur trukket den 19. marts 2020.[54]
- Bernie Sanders, senator for delstaten Vermont (2007-). Kandidatur trukket den 8. april 2020.[55]

### Det Republikanske Parti
| Præsidentkandidat                 | Vicepræsidentkandidat                 |
|                                   |                                       |
| 45. præsident for USA (2017–2021) | 48. vicepræsident for USA (2017–2021) |
| Kampagne                          |                                       |
|                                   |                                       |
| [ 56 ]                            |                                       |

Den siddende præsident Donald Trump får i de resterende Republikanske primærvalg ikke konkurrence fra nogen anden kandidat. Han blev formelt udpeget som kandidat ved online-konventet i slutningen af august 2020.
Den tidligere guvernør i delstaten Massachusetts (1991-1997) og det Libertarianske Partis vicepræsidentkandidat i 2016, Bill Weld var opstillet, men trak sig den 18. marts 2020. Indtil den 7. februar 2020, hvor han trak sit kandidatur, var tidligere medlem af Repræsentanternes Hus for delstaten Illinois’ 8. kongresdistrikt, Joe Walsh, også kandidat til den Republikanske nominering.

### Det Libertarianske Parti
| Præsidentkandidat                    | Vicepræsidentkandidat        |
|                                      |                              |
| Senior Lektor fra Clemson University | Podcaster og forretningsmand |
| Kampagne                             |                              |
|                                      |                              |
| [ 60 ]                               |                              |

### Green Party
| Præsidentkandidat             | Vicepræsidentkandidat                       |
|                               |                                             |
| Medstifter af The Green Party | Lokal fagforeningsleder ved ATU (2011–2013) |
| Kampagne                      |                                             |
|                               |                                             |
| [ 61 ]                        |                                             |

## Valgresultatet
Den 7. november 2020 blev præsidentkandidat Joe Biden og vicepræsidentkandidat Kamala Harris udpeget som vindere af valget i flere medier, herunder bl.a. CBS og CNN, efter at have opnået flertal i staten Pennsylvania. Præsident Donald Trump kommenterede eller anerkendte dog ikke valgnederlaget samme dag.
| Kandidat                                                                              | Stemmer    | Procent |
| ------------------------------------------------------------------------------------- | ---------- | ------- |
| Joe Biden (Demokraterne)                                                              | 81.281.888 | 51,38 % |
| Donald Trump (Republikanerne)                                                         | 74.223.251 | 46,91 % |
| Jo Jorgensen (Libertarianerne)                                                        | 1.865.858  | 1,18 %  |
| Howie Hawkins (De grønne)                                                             | 399.116    | 0,25 %  |
| Roque De La Fuente (Reformpartiet, Alliancepartiet, Det Amerikanske Uafhængige Parti) | 88.175     | 0,06 %  |
| Gloria La Riva (Partiet for Socialisme og Befrielse, Freds- og Frihedspartiet)        | 84.079     | 0,05 %  |
| Kanye West (uafhængig kandidat)                                                       | 66.365     | 0,04 %  |
| Don Blankenship (Forfatningspartiet)                                                  | 59.926     | 0,04 %  |

## Tidslinje
Der er for få eller ingen kildehenvisninger i denne artikel, hvilket er et problem. Du kan hjælpe ved at angive troværdige kilder til de påstande, som fremføres i artiklen.

(i følge Associated press)

### 3. november
19:00: Donald Trump vinder delstaten Kentucky, Joe Biden vinder Vermont. stilling: Trump: 8. Biden: 3. 270 for at vinde
19:30: Trump vinder West Virginia. stilling: Trump: 13. Biden: 3.
19:36: Joe Biden vinder delstaten af Virginia. stilling: Trump: 13. Biden: 16.
19:56: Trump vinder South Carolina. stilling: Trump: 22. Biden: 16.
20:00: Donald Trump vinder Alabama, Mississippi, Tennessee og Oklahoma; Joe Biden vinder i Connecticut, Delaware, Illinois, Maryland, Massachusetts og New Jersey. stilling: Trump: 55. Biden: 81.
20:05: Joe Biden vinder Rhode Island. stilling: Trump: 55. Biden:85.
20:30: Donald Trump vinder Arkansas. stilling: Trump: 61. Biden: 85.
20:52: Trump vinder North Dakota. stilling: Trump: 64. Biden: 85.
21:00: Donald Trump vinder South Dakota, Indiana, Wyoming og Louisiana imens Joe Biden vinder i New York og New Mexico. stilling: Trump: 89. Biden: 119.
21:03: Donald Trump vinder 4 af de 5 valgmænd i Nebraska. stilling: Trump: 93. Biden: 119.
21:25: Joe Biden vinder Washington D.C. stilling: Trump: 93. Biden: 122.
21:30: Biden vinder Colorado. stilling: Trump: 93. Biden: 131.
22:31. Trump vinder Kansas og Missouri. stilling: Trump: 109. Biden: 131.
22:54: Biden vinder New Hampshire. stilling: Trump: 109. Biden: 135.
23:00: Biden vinder i Oregon, Washington og Californien, Donald Trump i Idaho. stilling: Trump: 113. Biden: 209.
23:07: Donald Trump vinder Utah. stilling: Trump: 119. Biden: 209.

### 4. november
0:06: Biden vinder i delstaten af Hawaii. stilling: Trump: 119. Biden: 213.
0:12: Joe Biden vinder Minnesota. stilling: Trump: 119. Biden: 223.
0:19: Trump vinder svingstaten, Ohio. stilling: Trump: 137. Biden: 223.
0:20: Donald Trump vinder Montana. stilling: Trump: 140. Biden: 223.
0:22: Trump vinder endnu en svingstat: Iowa. stilling: Trump: 146. Biden: 223.
01:06: Donald Trump vinder både Texas og Florida. stilling: Trump: 213. Biden: 223.
02:45: Joe Biden vinder Arizona, en vigtig svingstat. stilling: Trump: 213. Biden: 234.
03:00: Joe Biden vinder 3 af de 4 valgmænd i Maine. stilling: Trump: 213. Biden: 237.
13:14: Trump vinder én valgmand i Maine. stilling: Trump: 214. Biden: 237.
14:16: Joe Biden vinder Wisconsin. stilling: Trump: 214. Biden: 247.
16:45: Donald Trump holder en tale med sine støtter om at der er "stemmebedrageri".
17:58: Joe Biden vinder i Michigan. stilling: Trump: 214. Biden: 263.
18:00: Biden vinder en valgmand i staten af Nebraska. stilling: Trump: 214. Biden: 264.

### 7. november
11:25: Associated Press erklærer at Joe Biden bliver den næste præsident af USA, efter han har vundet delstaten Pennsylvania. stilling: Trump 214: Biden: 284.
11:56: Trump nægter at acceptere resultaterne, og gør klar til at bekæmpe resultaterne.
12:40: Joe Biden vinder Nevada. stilling: Trump: 214. Biden: 290.
20:49: Joe Biden holder sin sejrstale i Wilmington, Delaware.

### 8. november
06:30: Donald Trump vinder Alaska. stilling: Trump: 217. Biden: 290.

### 11. november
Joe Biden vinder i delstaten af Georgia. stilling: Trump: 217. Biden: 306

### 13. november
07:20: Trump vinder delstaten af North Carolina.
stilling: Trump: 232. Biden: 306.